# Клаусдорф (Штральзунд)
Клаусдорф (нем. Klausdorf) — муниципалитет (коммуна) в Германии, к северо-западу от Штральзунда в земле Мекленбург-Передняя Померания. Клаусдорф признан курортом с 5 февраля 2018 года. 
Входит в состав района Северная Передняя Померания. Подчиняется управлению Альтенплен. Население составляет 637 человек (на 31 декабря 2010 года). Занимает площадь 11,67 км².

## История, принадлежность
Клаусдорф впервые упоминается в 1280 году. После принадлежности княжеству Рюген, территория перешла к герцогству Померании в 1326 году. После Тридцатилетней войны до 1815 года он принадлежал шведской Померании, а затем прусской провинции Померания.
Коммуна была частью района Францбург-Барт до 1952 года, а затем до 1994 года принадлежало району Штральзунд в районе Ростока.

## Герб, флаг, печать
У муниципалитета нет официально утвержденного государственного герба, ни герба, ни флага . Малая государственная печать с гербом региона Западная Померания используется в качестве официальной печати . На нем изображен стоящий грифон с поднятым хвостом и надписью «GEMEINDE KLAUSDORF * LANDKREIS VORPOMMERN-RÜGEN».